# Caprorhinus major
Caprorhinus major är en insektsart som beskrevs av Wintrebert 1972. Caprorhinus major ingår i släktet Caprorhinus och familjen Pyrgomorphidae. Inga underarter finns listade i Catalogue of Life.